# De gilde viert
De gilde viert is een drinklied voor studenten. Het werd in 1910 getoonzet door Emiel Hullebroeck op een tekst van de dichter René De Clercq.
Met gilde bedoelt men hier de verschillende gouwgilden zoals deze vanaf 1885 werden opgericht. De regionale studentenclubs werden per provincie ingedeeld. Iedere gilde stond vroeger in voor het op peil houden van de stijl binnen elke club. Vandaag bestaan de gildes nog wel, maar hun functie is veranderd en hun invloed is verminderd. De besturen proberen vooral de contacten tussen de clubs in de gilde onderling te bevorderen. Dit beeld komt ook overeen met de tekst. Het wordt nu vooral gezongen in Vlaamse regionale studentenclubs. Daarnaast wordt het lied gezongen voor het Sociëteitsbestuur van Unitas Studiosorum Rheno-Traiectina (Utrecht), doch uitsluitend binnen de muren van de sociëteit Symposion. De praeses van het SB kan echter een plaats buiten de sociëteit tot sociëteitsgebied verklaren. Tevens is het verenigingslied van D.S.V. Sint Jansbrug uit Delft gebaseerd op dit lied.
Groene & Blauwe Studentencodex blz.: 216-217
De gilde viert, de gilde juicht,
Wat zit gij daar en blokt en buigt
Nog over uwe boeken?
De wijsheid ligt maar in de kan,
Wie z'elders zoeken wilt die kan,
Doch laat hem, laat hem zoeken.

refrein
Het beste biertje lust hij niet,
Het liefste liedje sust hem niet,
Het mooiste meisje kust hem niet.
Hoog het glas! Hoog het hart! Hoog het lied!
De beker ruist, de beker schuimt!
Sta makkers, fris en opgeruimd
Het glas aan uwe lippen!
Die op zijn kamer koekeloert,
En geestversnipprend dwaashen snoert,
Drinkt water als de kippen!
Het pijpke dampt in monkelmond,
En spreidt wellustig in het rond
Studentikoze geuren!
Die steeds aan perkamenten kluift,
En perkamenten reuken snuift,
Krijgt perkamenten kleuren!
De gilde juicht, de gilde viert!
Hoera! De pet omhoog gezwierd,
En nog eens hard geklonken!
De blokker ligt reeds log en loom,
Gekweld door nare blokkersdroom,
Met droge keel te ronken.